# Tagbilaran
Tagbilaran est une ville de 2e classe, capitale de la province de Bohol aux Philippines.
Selon le recensement de 2010 elle est peuplée de 96 762 habitants.

## Barangays
Tagbilaran est divisée en 15 barangays :
- Bool
- Booy
- Cabawan
- Cogon
- Dampas
- Dao
- Manga
- Mansasa
- Poblacion 1
- Poblacion 2
- Poblacion 3
- San Isidro
- Taloto
- Tiptip
- Ubujan

## Démographie
| Année | Habitants | Évolution |
| ----- | --------- | --------- |
| 1995  | 66 683    | -         |
| 2000  | 77 700    | 16,52 %   |
| 2007  | 92 297    | 18,79 %   |
| 2010  | 96 762    | 4,84 %    |